# Калкар
Калкар (њем. Kalkar) град је у њемачкој савезној држави Северна Рајна-Вестфалија. Једно је од 16 општинских средишта округа Клефе. Према процјени из 2010. у граду је живјело 13.996 становника. Посједује регионалну шифру (AGS) 5154024, NUTS (DEA1B) и LOCODE (DE KKR) код.

## Географски и демографски подаци
Калкар се налази у савезној држави Северна Рајна-Вестфалија у округу Клефе. Град се налази на надморској висини од 14 метара. Површина општине износи 88,2 km². У самом граду је, према процјени из 2010. године, живјело 13.996 становника. Просјечна густина становништва износи 159 становника/km².

## Међународна сарадња
| Мјесто | Држава    | Врста сарадње | Од    |
| ------ | --------- | ------------- | ----- |
| Гент   | Холандија | партнерство   | 1978. |
| Извор  |           |               |       |